# John Darcy, 2. Baron Darcy de Knayth
John Darcy, 2. Baron Darcy de Knayth (genannt John le fitz) (* 1317; † 5. März 1356 in Notton) war ein englischer Adliger und Militär.

## Herkunft
John Darcy entstammte einer Nebenlinie der alten englischen Adelsfamilie Darcy. Er war der älteste Sohn von Sir John Darcy und von dessen ersten Frau Emmeline Heron. Zur Unterscheidung von seinem gleichnamigen Vater wurde er John le fitz genannt.

## Dienst als Militär, Richter und Gesandter
Bereits als Kind begleitete er 1324 seinen Vater nach Irland, wo dieser als Justiciar diente. Als Erwachsener trat er wie sein Vater in den Dienst der Krone. Zu Beginn des Hundertjährigen Kriegs war er zusammen mit Walter Mauny Kommandant einer Kompanie der englischen Armee. Für seine Dienste gewährte König Eduard III. ihm und seinen Nachfahren 1341 eine jährliche Pension von £ 40. In England diente Darcy in verschiedenen Gerichtskommissionen, vor allem in Yorkshire. 1344 übergab ihm der König lebenslang das Amt des Verwalters für heimgefallene Kronlehen in Holderness. 1346 gehörte Darcy dem königlichen Heer bei La Hague an. Dort gewährte ihm der König am 15. Juli 1346 eine weitere jährliche Pension von £ 200, damit Darcy seine Ausrüstung als Knight Banneret finanzieren konnte. Darcy nahm an der folgenden Schlacht bei Crécy und an der Belagerung von Calais teil. Nach dem Tod seines Vaters 1347 erbte er dessen Besitzungen und das Amt des Keeper of the Tower of London. Im September 1347 gehörte er der englischen Gesandtschaft an, die erfolglose Friedensverhandlungen mit Frankreich führte.

## Teilnahme an den Parlamenten und nachträgliche Anerkennung als Baron Darcy of Knayth

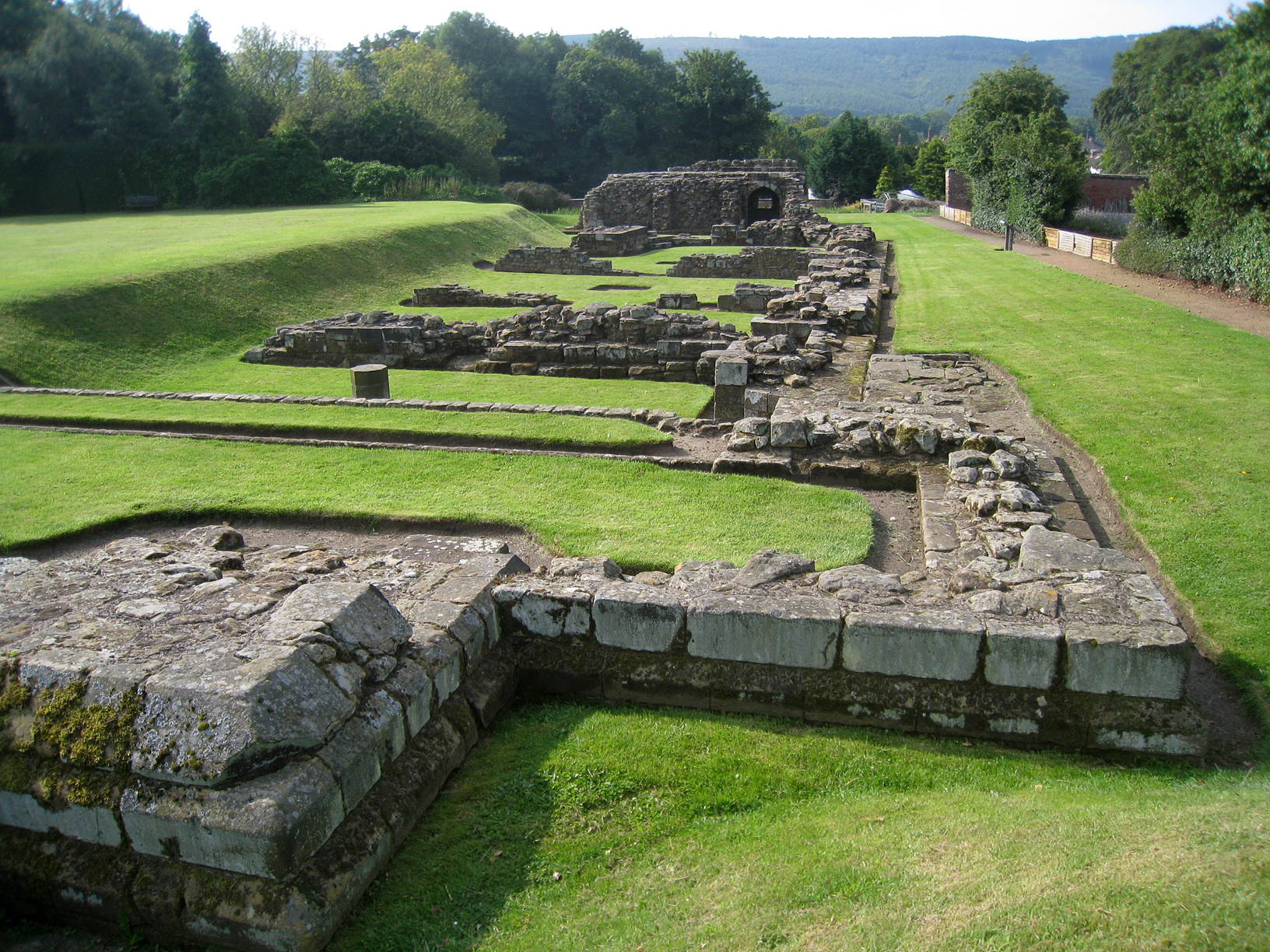
Die Ruinen von Gisborough Priory, wo Darcy beigesetzt wurde

Im Gegensatz zu seinem Vater bekleidete Darcy nie ein hohes Hofamt. Dennoch wurde er vom 20. November 1348 an bis zu seinem Tod regelmäßig persönlich zu den Parlamenten geladen. Er galt aber nicht als Baron Darcy, bis das House of Lords 1903 ihn wie seinen Vater und seine Nachfahren nachträglich als Baron Darcy de Knayth anerkannte.

## Heirat und Nachkommen
Darcy hatte vor 1332 Alianore, eine Tochter von Robert Holland und von dessen Frau Maud la Zouche geheiratet. Nach ihrem Tod heiratete er 1344 Elizabeth Meynell (1331–1368), die Tochter und Erbin von Nicholas Meinill, 1. Baron Meinill und von dessen Frau Alice de Ros. Für die Heirat benötigte er wegen zu enger Verwandtschaft einen päpstlichen Dispens. Bei der Erlangung wurde er vom König unterstützt, der die Erlaubnis zur Heirat mit der reichen Erbin als Belohnung für Darcys Dienste gewährte. Mit seiner zweiten Frau hatte Darcy mindestens zwei Söhne:
- John Darcy, 3. Baron Darcy de Knayth (1350–1362)
- Philip Darcy, 4. Baron Darcy de Knayth (1352–1399)

Darcy hatte zu Lebzeiten das Pfründenbesetzungsrecht der Kirche von Knaith der verarmten Heynings Priory in Lincolnshire gewährt, wo seine Verwandte Margery als Nonne lebte. Er starb in Notton in Yorkshire und wurde in Gisborough Priory beigesetzt, wo er das Pfründenbesetzungsrecht hatte. Sein Erbe wurde zunächst sein ältester Sohn John, nach dessen frühem Tod sein jüngerer Sohn Philip. Seine Witwe heiratete vor dem 19. November 1356 in zweiter Ehe Peter Mauley, 4. Baron Mauley.